# Bermuda-Option
Eine Bermuda-Option ist im Wertpapierhandel eine Option mit mehreren Ausübungszeitpunkten. Wird zu einem Ausübungszeitpunkt nicht ausgeübt, d. h. nicht der Basiswert gewählt, so verbleibt ein Ausübungsrecht für die folgenden Ausübungszeitpunkte. Wird zu einem Ausübungszeitpunkt der Basiswert gewählt, so verfallen die folgenden Ausübungsrechte. Der Name Bermuda-Option rührt daher, dass Bermuda zwischen Amerika und Europa liegt, wie auch eine Bermuda-Option Züge einer amerikanischen als auch einer europäischen Option trägt.

## Bewertung
In der Regel ist es nicht möglich, eine geschlossene Bewertungsformel für Bermuda-Optionen herzuleiten. Die Bewertung bedarf daher numerischer Methoden. Die Bewertung ist in einfacher Weise mit Baum-Methoden oder der numerischen Lösung der partiellen Differentialgleichungen möglich. Die Bewertung mit Monte-Carlo-Methoden bedarf hingegen weiterer Anstrengungen.